# Resultados do Carnaval de Macapá em 2013
Esta e uma lista sobre resultados do Carnaval de Macapá, no ano de 2013. Anteriormente, os desfiles eram realizados no carnaval normal, passando a ser nesse ano, depois do carnaval normal; especificamente de 8 e 9 de fevereiro, no Sambódromo de Macapá. Além do Festival de Samba-enredo, realizado um mês antes, nesse mesmo sambódromo.

## Desfiles

### Grupo Especial
| Colocação | Escola                              | Pontos | Nota      | Ref.              |
| --------- | ----------------------------------- | ------ | --------- | ----------------- |
| 1º        | Maracatu da Favela                  | 179,1  |           | [ 1 ] [ 2 ] [ 3 ] |
| 2º        | Piratas Estilizados                 | 178,4  |           | [ 1 ] [ 2 ]       |
| 3º        | Boêmios do Laguinho                 | 178,3  |           | [ 1 ] [ 2 ]       |
| 4º        | Piratas da Batucada                 | 178,2  |           | [ 1 ] [ 2 ]       |
| 5º        | Império do Povo                     | *      | Rebaixada | [ 1 ]             |
| 6º        | Embaixada de Samba Cidade de Macapá | *      | Rebaixada | [ 1 ]             |

### Grupo de acesso
| Colocação | Escola                                      | Pontos | Nota      | Ref.  |
| --------- | ------------------------------------------- | ------ | --------- | ----- |
| 1º        | Mocidade Independente Império da Zona Norte | 175,1  | Promovida | [ 1 ] |
| 2º        | Império de Samba Solidariedade              | 175    | Promovida | [ 1 ] |

## Festival de samba-enredo
| Posição | Escolas               | Pontos | Ref.  | Classificação           |
| ------- | --------------------- | ------ | ----- | ----------------------- |
| 1       | Piratas Estilizados   | 89,6   | [ 4 ] | Campeã do Festival 2013 |
| 2       | Embaixada de Samba    | 89,1   | [ 4 ] |                         |
| 3       | Piratas da Batucada   | 89     | [ 4 ] |                         |
| 4       | Império da Zona Norte | 88,9   | [ 4 ] |                         |
| 5       | Unidos do Buritizal   | 88,6   | [ 4 ] |                         |
| 6       | Império do Povo       | 88,4   | [ 4 ] |                         |
| 7       | Maracatu da Favela    | 88,3   | [ 4 ] |                         |
| 8       | Boêmios do Laguinho   | 88,3   | [ 4 ] |                         |
| 9       | Emissários da Cegonha | 87,7   | [ 4 ] |                         |
| 10      | Solidariedade         | 87,6   | [ 4 ] |                         |